# Metriocnemus polaris
Metriocnemus polaris är en tvåvingeart som beskrevs av Jean-Jacques Kieffer 1926. Metriocnemus polaris ingår i släktet Metriocnemus och familjen fjädermyggor. Inga underarter finns listade i Catalogue of Life.